# 1757 Porvoo
1757 Porvoo eller 1939 FC är en asteroid i huvudbältet som upptäcktes den 17 mars 1939 av den finske astronomen Yrjö Väisälä vid Storheikkilä observatorium. Den har fått sitt namn efter den finska staden Borgå.
Asteroiden har en diameter på ungefär 10 kilometer.